# Wolframatophosphorsäure
Wolframatophosphorsäure ist eine Phosphorsäure-Wolframverbindung und gehört zu den Heteropolysäuren.

## Gewinnung und Darstellung
Die Verbindung kann durch die Umsetzung von Natriumwolframat mit Phosphorsäure erhalten werden.

## Eigenschaften
Wolframatophosphorsäure kristallisiert als Hydrat mit 44 Molekülen Wasser im Kristallgitter.

## Verwendung
Wolframatophosphorsäure wird als Scheiblers Reagenz zum Nachweis von Alkaloiden (gelber Niederschlag) und als Folin-Ciocalteu-Reagenz zum Nachweis von Harnsäure, Phenol oder Ascorbinsäure verwendet. Zu den weiteren Einsatzbereichen gehören die antistatische Ausrüstung in der Textilindustrie, Druckfarben, Papierfarbstoffe und die Pigmentierung von Wachsen.
Außerdem dient es in der Histologie zum Einfärben des Bindegewebes.